# 竹井亮介
竹井 亮介（たけい りょうすけ、1972年6月7日 - ）は、日本の俳優。神奈川県出身。早稲田大学卒業。イマジネイション所属。

## 経歴
早稲田大学では、演劇サークル「劇団木霊」に所属。1999年、コントユニット「親族代表」を結成し全作品に出演する。
ラーメンズの小林賢太郎の作品では、コント番組「小林賢太郎テレビ」に初回から出演するほか、小林賢太郎プロデュース公演「ロールシャッハ」（2010年、2012年）や、小林賢太郎演劇作品「振り子とチーズケーキ」（2013年）、コントマンシップ カジャラ(KAJALLA)では#1「大人たるもの」(2016年)、#2「裸の王様」(2017年)、#3｢働けど働けど｣（2018年）、#4「怪獣たちの宴」(2019年)、と全作出演。

## 出演

### 映画
- ハッピーフライト（2008年、監督：矢口史靖） - 井口昇一 役
- クライマーズ・ハイ（2008年、監督：原田眞人） - 社会部・テツ 役
- ハンサム★スーツ（2008年、監督：英勉）
- BALLAD 名もなき恋のうた（2009年、監督：山崎貴） - 重臣 役
- 空気人形（2009年、監督：是枝裕和） - 見知らぬ男 役
- 七つまでは神のうち（2011年、監督：三宅隆太） - 遠藤誠 役
- CUT（2011年、監督：アミール・ナデリ） - 殴る男 役
- バカリズム THE MOVIE（2012年、監督：升野英知）
- ロボジー（2012年、監督：矢口史靖）
- 外事警察 その男に騙されるな（2012年、監督：堀切園健太郎）
- デスノート Light up the NEW world（2016年、監督：佐藤信介） - 黒元晋 役
- ピア〜まちをつなぐもの〜（2019年、監督：綾部真弥） - 藤本孝二 役
- ライアー×ライアー (2021年2月19日、アスミックエース) - 高槻紀行 役
- 私はいったい、何と闘っているのか（2021年12月17日、日活・東京テアトル）[1]

### テレビドラマ
- ルパンの消息（2008年） - 刑事 役
- 不毛地帯（2009年） - 近畿商事社員 役
- 三代目明智小五郎〜今日も明智が殺される〜 第10話（2010年） - 二十面相の上司 役
- プロゴルファー花（2010年）第一話 - 幹事 役
- 戦国鍋TV 〜なんとなく歴史が学べる映像〜「戦国武将がよく来るキャバクラ」（2010年 - 2012年） - 常連客 役
- 踊る大捜査線 THE LAST TV サラリーマン刑事と最後の難事件（2012年） - 長峰公平 役
- 天魔さんがゆく（2013年） - 第7話 マークIIの男 役
- ある日、アヒルバス 第1話、最終話（2015年7月5日、8月23日、NHK BSプレミアム）
- 逃げる女 (2016年のテレビドラマ)（2016年） - 田島真司
- 四十八人目の忠臣（2016年） - 高田郡兵衛 役
- ホクサイと飯さえあれば（2017年） - パン屋の店主 役
- A LIFE〜愛しき人〜（2017年） - 白川哲雄 役
- 我が家の問題（2018年） - 桃山晴喜 役
- 99.9-刑事専門弁護士- SEASON II 第7話（2018年3月4日） - 医師 役
- ドロ刑（2018年） - 木島満 役
- THE GOOD WIFE / グッドワイフ 第2話（2019年1月20日） - 牧原哲也 役
- 盤上の向日葵（2019年） - 橘雅之 役
- 大河ドラマ 麒麟がくる（2020年） - 毛利長秀 役
- 月曜プレミア8 「脳科学弁護士 海堂梓 ダウト」（2021年） - 吉岡公介 役
- 西荻窪 三ツ星洋酒堂（2021年） - 和木一彦 役
- 警視庁ゼロ係〜生活安全課なんでも相談室〜 第5シリーズ（2021年） - 安村健吾 役
- ライオンのおやつ（2021年） - ドクター 役
- 半径5メートル（2021年） - 藤川隆弘 役
- 日本沈没-希望のひと-（2021年） - 仙谷治郎 役
- お花のセンセイ 第2弾（2021年12月23日、テレビ朝日） - 同僚 役
- 星新一の不思議な不思議な短編ドラマ『逃走の道』（2022年5月17日、NHK BS4K・BSプレミアム）[2]
- 武士が、マックで店員になった件。第1話（2022年5月18日、関西テレビ） - 医師 役
- オールドルーキー（2022年） - 宮店長 役
- プリズム（2022年） - 西村克也 役
- 連続テレビ小説 舞いあがれ!（2023年、NHK） - 医師 役
- あなたの恋人、強奪します。 第7話・第8話（2024年5月26日・6月2日、朝日放送テレビ） - 編集長 役[3]
- まどか26歳、研修医やってます! 第8話（2025年3月4日、TBS） - 大竹健太 役[4]

### テレビアニメ
- 闇芝居（2014年・2017年） - 2シリーズ
- ビジネスフィッシュ（2019年、クオン・東宝、TOKYO MX） - 蛸山八男 役

### 劇場アニメ
- 映画 おしりたんてい テントウムシいせきの なぞ（2020年、監督：芝田浩樹） - イタ吉 役[5]

### OVA
- 装甲騎兵ボトムズ Case;IRVINE（2010年、監督：五十嵐紫樟）

### 舞台
- スロウライダー「アダムスキー」（2007年）
- ピチチ5「吐くな!飲み込め!甦れ!」（2007年）
- ジェット・ラグプロデュース「呪い」（2007年）
- 故林コントRemix「二死満塁の人々」（2009年）
- ブルドッキングヘッドロック「ケモノミチ」（2009年）
- 小林賢太郎プロデュース公演「ロールシャッハ」（2010年、2012年）
- ニッポンの河川「大地をつかむ両足と物語」（2011年）
- トライフルエンターティメントプロデュース「マティーニ! 〜ただ今、撮影5時間押し〜」（2013年）
- KONAMI@network vol.12 キフシャム国の冒険（2013年）
- 小林賢太郎演劇作品「振り子とチーズケーキ」（2013年）
- コントマンシップ カジャラ KAJALLA #1 「大人たるもの」（2016年）
- コントマンシップ カジャラ KAJALLA #2 「裸の王様」（2017年）
- コントマンシップ カジャラ KAJALLA #3 「働けど働けど」（2018年）
- コント集団 カジャラ KAJALLA #4 「怪獣たちの宴」（2019年）
- Takayuki Suzui Project Vol.5 OOPARTS「リ・リ・リストラ～仁義ある戦い・ハンバーガー代理戦争」（2019年8月 - 9月）
- Takayuki Suzui Project Vol.6 OOPARTS「D-river」（2021年2月）
- モボ・モガプロデュース「多重露光」（2023年）[6]
- ほろびて「ドブヘ INTO THE DITCH」（2025年）[7]
- ゼブラ（2025年公演予定）[8]
- エグ女2025（2025年公演予定）[9]

### バラエティ
- 小林賢太郎テレビ 1～10（NHK）

### CM
- 丸美屋食品工業「丸美屋ふりかけ」
- モバイルSuica
- 雪印メグミルク「ガセリSPヨーグルト」
- SEIYU
- 東京スター銀行
- タマホーム
- NTTドコモ「U25応援計画　カンフー篇」
- ファイザー禁煙外来
- リセッシュ
- 日本郵便「ゆうパック」
- ファミリーマート - 榎本店長 役

## 出版物

### DVD
- NAMIKIBASHI『JAPANESE TRADITION 日本の形』
- 親族代表 THE DVD「抜粋」
- 親族代表 THE DVD「抜粋2」